# Loxodocus palloranus
Loxodocus palloranus är en stekelart som först beskrevs av Davis 1895.  Loxodocus palloranus ingår i släktet Loxodocus och familjen brokparasitsteklar. Inga underarter finns listade i Catalogue of Life.